# Чесник
Чесник (пол. cześnik, укр. чашник) — особа, що в середніх віках дбала про монаршу пивницю. З 14-го століття ця посада стала досить поважною (чесник коронний, чесник великий литовський та чесник земський) і не передбачала виконання старих обов'язків. В Речі Посполитій був нижчим щаблем в урядовій ієрархії (в посадовій ієрархії (1768) в коронних землях посідав місце перед ловчим, після подстолія, у Литві перед городничим — після підчашого).